# 初头朗镇
初头朗镇，是中华人民共和国内蒙古自治区赤峰市松山区下辖的一个乡镇级行政单位。

## 行政区划
初头朗镇下辖以下地区：
初头朗村、陆家营村、大酒缸村、三把火村、福山庄村、三座店村、牤牛山村、彩凤营子村、柴胡栏子村、孤山子村、薜家地村、池家营子村、南湾子村、肖家地村、哈拉卜罗村、窑沟门村、下大梁村、那不打村、铁家营村和报马梁村。